# Hai să vorbim
Hai să vorbim este albumul de debut al formației române de hip-hop, Anonim. Piesele au fost inregistrate initial in perioada Martie-Decembrie a anului 2004. A fost lansat pe data de 14 aprilie 2005 prin casele de discuri 20 CM Records, Roton și Rebel Music. Lansarea albumului a întârziat din motive de ordin juridic, motivul fiind că persoanele minore nu au voie să interpreteze cântece cu limbaj explicit. De producție s-au ocupat Cheloo și grupul 20 CM Records, iar de producția executivă s-au ocupat Ombladon și din nou grupul 20 CM Records. Albumul conține colaborări cu artiști precum Paraziții, rapperul Spike și Dj Undoo.  Temele abordate în acest album sunt „caterinca socială și umorul negru”. „Situațiile de ordin politic și social sunt ironizate într-un stil flegamtic, specific vârstei. Acesta este principalul aspect care demonstrează într-o oarecare măsură faptul că Anonim nu sunt niște «Paraziți» fabricați la indigo.” Albumul cuprinde 15 track-uri, dintre care 10 piese originale, 2 remix-uri la piesele Dacă vrei (varianta originală găsindu-se pe albumul Complet paranoia al rapperului Griffo, fostul lor coleg de trupă) și Extrema zilei, intro în colaborare cu FreakaDaDisk și un skit intitulat Amintiri din Cernăuți. Pe data de  14 aprilie 2025, "Hai sa Vorbim" de la Anonim a împlinit 20 de ani de la lansare.
Este considerat unul dintre cele mai bune albume de hip hop din Romania,cu melodii precum "Extrema Zilei" , "Aspiratii" si "Adrenalina".

## Tracklist[6]
| Nr.             | Titlu                                     | Autor(i)                | Text                               | Lungime |  |
| 1.              | „Intro” (feat. FreakaDaDisk)              | Guess Who, FreakaDaDisk | Guess Who                          | 1:19    |  |
| 2.              | „Extrema zilei” (feat. Paraziții)         | Cheloo                  | Guess Who, Zekko, Cheloo, Ombladon | 3:48    |  |
| 3.              | „Hai să vorbim”                           | Guess Who, Cheloo       | Guess Who, Zekko                   | 2:55    |  |
| 4.              | „Show” (feat. Dj Undoo)                   | Guess Who, FreakaDaDisk | Guess Who, Zekko                   | 3:55    |  |
| 5.              | „Absurd”                                  | Cheloo                  | Zekko                              | 1:34    |  |
| 6.              | „Hidrobicicleta” (feat. Cheloo)           | Zekko, Cheloo           | Guess Who, Zekko, Cheloo           | 3:53    |  |
| 7.              | „Dacă vrei” (Remix)                       | Cheloo, Bitză, Ombladon | Guess Who, Zekko                   | 2:37    |  |
| 8.              | „Amintiri din Cernăuți”                   | Guess Who               | Guess Who, Zekko                   | 0:37    |  |
| 9.              | „Înghețata”                               | Cheloo                  | Guess Who, Zekko                   | 3:09    |  |
| 10.             | „Aspirații” (feat. Spike)                 | Guess Who, Cheloo       | Guess Who, Zekko, Spike            | 3:30    |  |
| 11.             | „Adrenalina”                              | Guess Who, FreakaDaDisk | Guess Who, Zekko                   | 2:42    |  |
| 12.             | „Mortal”                                  | Guess Who, Cheloo       | Guess Who                          | 1:15    |  |
| 13.             | „PunPunct”                                | Cheloo, Guess Who       | Guess Who                          | 3:06    |  |
| 14.             | „Nu te sufăr” (feat. FreakaDaDisk)        | Cheloo, Guess Who       | Guess Who, Zekko                   | 2:35    |  |
| 15.             | „Extrema zilei” (Remix) (feat. Paraziții) | Cheloo, Guess Who       | Guess Who, Zekko, Cheloo, Ombladon | 3:53    |  |
| Lungime totală: | Lungime totală:                           | Lungime totală:         | Lungime totală:                    | 32:48   |  |